# Ignacio Bauer

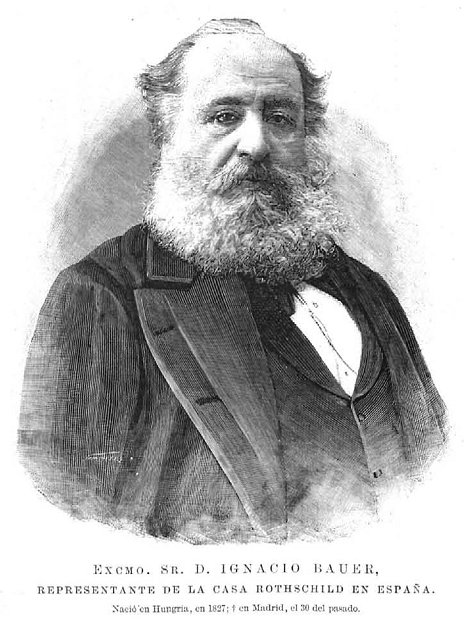
Ignacio Bauer, La Ilustración Española y Americana.

Ignacio Bauer (geb. 4. Juli 1827  in Budapest; gest. 30. Mai 1895 in Madrid) war ein ungarisch-spanischer Unternehmer und Repräsentant des Hauses Rothschild in Madrid.
Bauer verließ 1848 Ungarn und übernahm 1853 die Madrider Agentur anstelle von Daniel Weisweiller, als dessen Compagnon er seit 1851 tätig war. 1864 heiratete Bauer im Rahmen der unternehmensinternen Verschwägerungspolitik der Rothschilds Ida Morpurgo, die Tochter des Triestiner Firmenchefs. Bauer, der fünf Sprachen in Wort und Schrift beherrschte, konnte zwar zunächst nicht Spanisch, betrieb aber seine und die Geschäfte des Hauses Rothschild so erfolgreich, dass der Palacio Bauer zu einem gesellschaftlichen Zentrum Madrids wurde und er selbst zu einem Spitzenrepräsentanten der winzigen jüdischen Gemeinde Spaniens aufstieg. Bauer diente dem Schriftsteller Benito Pérez Galdós als Vorbild einer seiner Romanfiguren, nämlich des Daniel Morton im Roman Gloria (1877).